# Konzulat Republike Slovenije v Valletti
Konzulat Republike Slovenije v Valletti je diplomatsko-konzularno predstavništvo (konzulat) Republike Slovenije s sedežem v Valletti (Malta); spada pod okrilje Veleposlaništvu Republike Slovenije v Italiji.
Trenutni častni konzul je Nicholas A. Baldacchino.